# Амбітус
А́мбітус (лат. ambitus — обход) — категорія модального ладу, що позначає сукупність всіх звуків мелодії, відстань між найвищим і нижчим її тоном, іншими словами — діапазон. Значення амбітуса розкривається у взаємодії з місцем розташування у ньому найважливіших модальних функцій — фіналісу і тенора. Термін застосовується переважно щодо західної церковної монодії, а також щодо західного багатоголосся IX–XVI століть, у дослідженнях старомодальної гармонії (у цьому випадку говорять про гармонічний амбітус, тобто обсяг співзвуч).
Термін ambitus систематично вживається у музичних трактатах, починаючи з епохи раннього Відродження, тобто приблизно через п'ятсот років після появи перших теорій церковних тонів (модусів); вперше зареєстрований в анонімному трактаті середини XIV століття:
| Summula musicae Guidonis                                                                                                  | Коротке зведення гвідонової музики |
| --- | --- |
| Sciendum est ergo, quod ambitus est distantia sive proprium spatium, quod regula unicuique tono in scala musica indulget. | Отже, слід знати, що амбітус — це відстань або належне простір, який правило виділяє для кожного [церковного] тону в музичному звукоряді. |